# Eois warreni
Eois warreni là một loài bướm đêm trong họ Geometridae.